# Stanisław Midura
Stanisław Midura (ur. 8 kwietnia 1933 w Wampierzowie, zm. 18 grudnia 2021 w Rzeszowie) – polski matematyk, profesor nauk matematycznych, zajmujący się teorią obiektów geometrycznych i równaniami funkcyjnymi.

## Życiorys
Świadectwo dojrzałości uzyskał w 1952 w Liceum Pedagogicznym w Mielcu. W latach 1952–1953 pracował jako nauczyciel, od 1953 do 1955 odbywał służbę wojskową. 
Studia matematyczne ukończył w 1959 w Wyższej Szkole Pedagogicznej w Krakowie. Stopień doktora, pod kierunkiem Zenona Mosznera, uzyskał w 1966 na Uniwersytecie Jagiellońskim. Na tej samej uczelni uzyskał w 1973 stopień doktora habilitowanego, w 1990 został profesorem.
W latach 1959–1965 pracował w Wyższej Szkole Pedagogicznej w Krakowie, a od 1965 do przejścia na emeryturę w Wyższej Szkole Pedagogicznej w Rzeszowie (od 2001 Uniwersytecie Rzeszowskim). W Rzeszowie pełnił ważne funkcje - był prorektorem, dziekanem i wieloletnim dyrektorem Instytutu Matematyki. Został odznaczony m.in. Krzyżem Kawalerskim Orderu Odrodzenia Polski (1984) oraz Medalem Komisji Edukacji Narodowej (1978). W 1997 za osiągnięcia w pracy naukowej otrzymał Nagrodę Miasta Rzeszowa.
Od 1965 był członkiem Polskiego Towarzystwa Matematycznego, pełniąc funkcję prezesa jego Oddziału Rzeszowskiego w latach 1984–1986.  W latach 1972–1976 był prezesem Rady Zakładowej ZNP, działającej przy WSP w Rzeszowie. 
Swoje prace publikował m.in. w „Demonstratio Mathematica” i „Annales Polonici Mathematici”. 
Doktorat pod jego kierunkiem napisał Janusz Brzdęk, profesor nauk matematycznych zatrudniony obecnie w Akademii Górniczo-Hutniczej w Krakowie.